# Matteo Palmieri (generale)
Matteo Palmieri (San Nicandro Garganico, 8 giugno 1889 – Foggia, 4 novembre 1965) è stato un militare italiano, decorato di medaglia d'oro al valor militare a vivente nel corso della seconda guerra mondiale.

## Biografia
Nacque a San Nicandro Garganico, in provincia di Foggia, l'8 giugno 1889, figlio di Vincenzo e Grazia Vocino. Si arruolò nel Regio Esercito, partendo volontario per la Libia nel febbraio 1914, assegnato in forza a un battaglione del Regio corpo truppe coloniali della Cirenaica. Frequentò un corso per allievi ufficiali, al termine del quale, nel luglio 1917, fu assegnato come sottotenente di complemento al 3º Reggimento fanteria mobilitato di stanza a Tripoli. Ritornato in patria, nell'aprile 1917 fu mandato in zona di operazioni in forza alla 58ª Compagnia mitragliatrici Saint-Étienne mod. 1907. Prese parte alle operazioni belliche sul fronte della 1ª Armata e successivamente su quello del XXVII Corpo d'armata. Promosso tenente nel corso del 1918, dopo la fine delle ostilità fu posto in congedo nell'agosto 1919. Dietro sua domanda venne richiamato in servizio con il grado di sottotenente in servizio permanente effettivo nel 1921, assegnato al 56º Reggimento fanteria, venendo promosso successivamente tenente con decorrenza dal luglio 1919. Promosso capitano nell'agosto 1930, in forza al 36º Reggimento fanteria, nel novembre 1934 fu trasferito in servizio al Regio corpo truppe coloniali d'Eritrea. In Eritrea comandò il Centro reclutamento di Amba Calliano e poi la Scuola mitraglieri di Asmara. Con lo scoppio della ostilità contro l'Impero etiopico, prese parte alle operazioni in Africa Orientale Italiana in forza al XVII Battaglione eritreo, ottenendo una croce di guerra al valor militare, due encomi solenni e la promozione a maggiore per merito di guerra. Ritornato in Italia, partì subito per la guerra di Spagna, assegnato al 2º Reggimento "Frecce Nere" del Corpo Truppe Volontarie.
All'atto dell'entrata in guerra del Regno d'Italia, avvenuta il 10 giugno 1940, comandò il III Battaglione del 22º Reggimento fanteria sul fronte occidentale. Promosso tenente colonnello, ritornò in A.O.I. per assumere il comando del C Battaglione coloniale, e poi della 41ª Brigata mista coloniale. Rimasto gravemente ferito nel corso dei duri combattimenti dal 19 al 23 gennaio 1941, cadde prigioniero di guerra degli inglesi. Ritornò in Italia nell'aprile 1945, a guerra quasi terminata. Nel gennaio 1946 fu posto in posizione di riserva con il grado di colonnello per merito di guerra, venendo successivamente promosso dapprima generale di brigata e poi di divisione nel Ruolo d'Onore. Insignito della medaglia d'oro al valor militare con Decreto del Presidente della Repubblica del 15 febbraio 1949, divenne Presidente della Federazione Provinciale Combattenti di Foggia nel 1952 e poi membro del Consiglio Nazionale dell'Associazione nazionale combattenti e reduci.
Morì la mattina del 4 novembre 1965 a Foggia, durante la cerimonia commemorativa del 4 novembre, "mentre passava in rivista le truppe militari", come si legge nell'atto di morte.

### Fonti
1. ↑  Gruppo Medaglie d'Oro al Valor Militare 1965, p. 549.
2. 1 2 3 4 5 6 7 8 9 10  Combattenti Liberazione.
3. 1 2 3 4 5 6  Gruppo Medaglie d'Oro al Valor Militare 1952, p. 78.
4. ↑  Sito web del Quirinale: dettaglio decorato.
5. ↑  Registrato alla Corte dei conti lì 30-10-1948, registro 46, foglio 175.